# كيه واهين
كيه واهين (بالإنجليزية: Kihe - Wahine)‏ هي الربة الرئيسة للجن والسحالي في هاواي.